# James Fullington
James (Jim) Fullington (Sandy (Utah), 16 juni 1963), beter bekend als (The) Sandman, is een Amerikaanse professionele worstelaar die vooral bekend is van zijn tijd bij Extreme Championship Wrestling, van 1993 tot 1999 en van 1999 tot 2001, en World Wrestling Entertainment, van 2005 tot 2007.
Tijdens zijn periode in de ECW, won Fullington vijf keer het ECW World Heavyweight Championship en een keer met 2 Cold Scorpio het ECW World Tag Team Championship.
Fullington worstelde ook tijdelijk voor de World Championship Wrestling, in 1999, en de Total Nonstop Action Wrestling, in 2010.

## In het worstelen
- Finishers
  - Rolling Rock
  - white russian legsweep

- Signature moves
  - Bulldog
  - Flapjack
  - Heineken-rana (Super hurricanrana)
  - Philadelphia Jam / Bitchin' Leg Drop
  - Piledriver
  - Rapid kendo stick shots

- Managers
  - Peaches / Lori Fullington
  - Woman
  - Missy Hyatt
  - Beulah McGillicutty
  - Chastity
  - Veronica Caine
  - Allison Danger
  - Tylene Buck
  - G.Q. Money
  - Rob Van Dam
  - Tommy Dreamer
  - Sabu

- Bijnamen
  - "The Hardcore Icon"
  - "The Blue Collar Hero"

## Prestaties
- All Entertainment Action Wrestling
  - AEAW American Heavyweight Championship (2 keer)
  - AEAW Hardcore Wrestling Championship (1 keer)

- Eastern Championship Wrestling / Extreme Championship Wrestling
  - ECW World Heavyweight Championship (5 keer)
  - ECW World Tag Team Championship (1 keer met 2 Cold Scorpio)
  - Harcore Hall of Fame (2007)

- Frontier Martial-Arts Wrestling
  - WEW World Tag Team Championship (1 keer met Kodo Fuyuki)

- Future of Wrestling
  - FOW Hardcore Championship (1 keer)

- International Wrestling Cartel
  - IWC World Heavyweight Championship (1 keer)

- Stars and Stripes Championship Wrestling
  - SSCW Heavyweight Championship (1 keer)

- Total Nonstop Action Wrestling
  - TNA Hard 10 Tournament (winnaar)

- USA Pro Wrestling
  - USA Pro United States Championship (1 keer)

- Universal Wrestling Federation
  - UWF Universal Heavyweight Championship (1 keer)

- Westside Xtreme Wrestling
  - wXw Hardcore Championship (1 keer)

- Xtreme Pro Wrestling
  - XPW World Heavyweight Championship (1 keer)
  - XPW King of the Deathmatch Championship (1 keer)